# Euryanthe

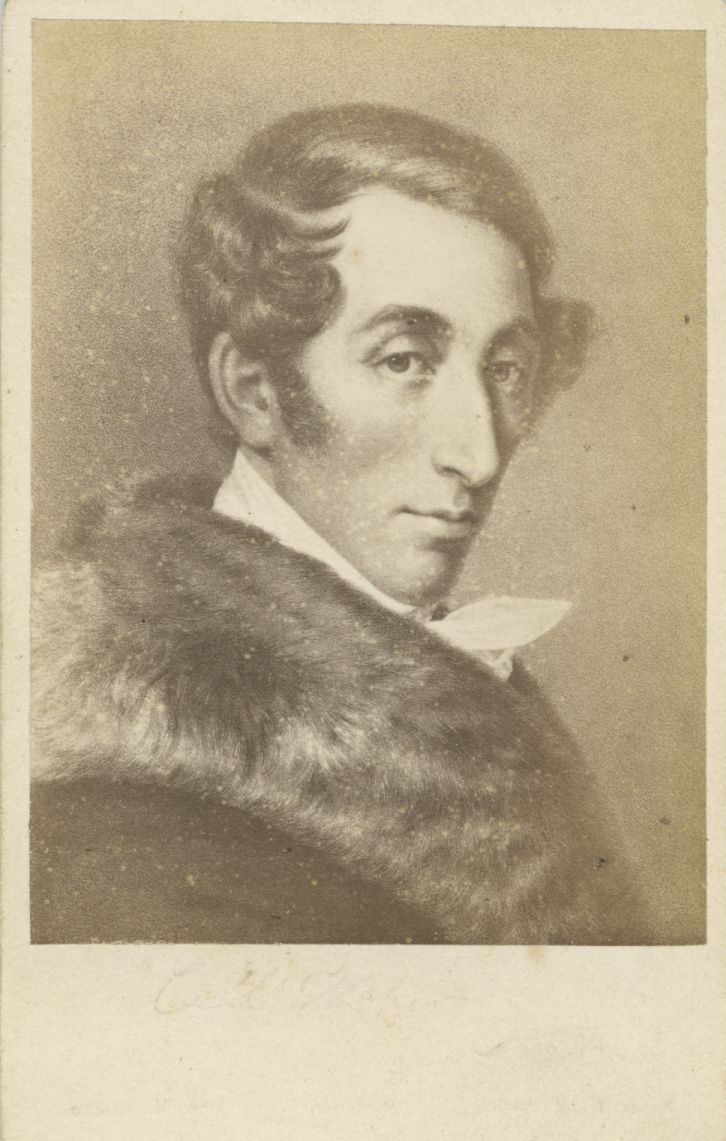
Carl Maria von Weber

Euryanthe är en opera (Grosse heroisch-romantische Oper) i tre akter med musik av Carl Maria von Weber och libretto av Helmina von Chézy efter berättelsen "L'Histoire du très-noble et chevalereux prince Gérard, comte de Nevers et la très-virtueuse et très chaste princesse Euriant de Savoye, sa mye." (1200-talet)

## Historia
Efter succé med Friskytten i Berlin ville Rossinis gamle impressario Domenico Barbaia, som nu var teaterchef i Wien, att Weber genast skulle skriva en opera för hans räkning. Som underlag valde Weber en av operahistoriens mest osannolika och obegripliga texter, skriven av von Chézy, och därmed var operans öde beseglat på förhand. Det är Webers enda genomkomponerade opera och den innehåller många stildrag som Wagner byggde vidare på, men trots många försök har det varit omöjligt att rädda Webers musik.
Operan hade urpremiär på Kärntnertortheater i Wien 25 oktober 1823. 
Svensk premiär på Kungliga Operan i Stockholm 3 december 1838.

### Operans vidare öde
Musiken till "Euryanthe" är ännu alltför föga känd och erkänd. Den är hjärteblod, det ädlaste. /.../ Ett halsband av skimrande pärlor från början till slut."
Robert Schumanns ord från 1847 gäller än i våra dagar. Eftervärlden har inte riktigt vetat vad den skall ta sig till med detta mästerverk, och har istället för att erkänna dess originalitet degraderat det till att bli en föregångare till Richard Wagners opera Lohengrin. År 1903 grundlade Gustav Mahler vid Wiener Hofoper en tradition av rationalistiska bearbetningar, där Emmas ande är struken. Först i slutet av 1980-talet visade några ypperliga insceneringar (på Staatsoper Unter den Linden i Berlin 1986 i regi av Christian Pöppelreiter och i Nürnberg 1991 i regi av Wolfgang Quete) liksom en skivinspelning under ledning av Mark Elder i London 1994, att det inte rådde något tvivel om att operan var mer än bara god musik till ett dåligt libretto. Det stod klart att texten inte bara framställer en yttre värld, utan även en inre, och att handlingen är psykologiskt trovärdig. För Weber var "tonfallens växling" viktig, mellan ridderligt och högtidligt, idylliskt och demoniskt. Musikteaterns dubbelbottnade princip används här på ett mästerligt sätt. När rollgestalterna tror sig vara lyckliga eller trygga, kan man i musiken redan höra den hotande faran.

## Personer
- Kung Ludvig VI av Frankrike (bas)
- Adolar, greve av Nevers (tenor)

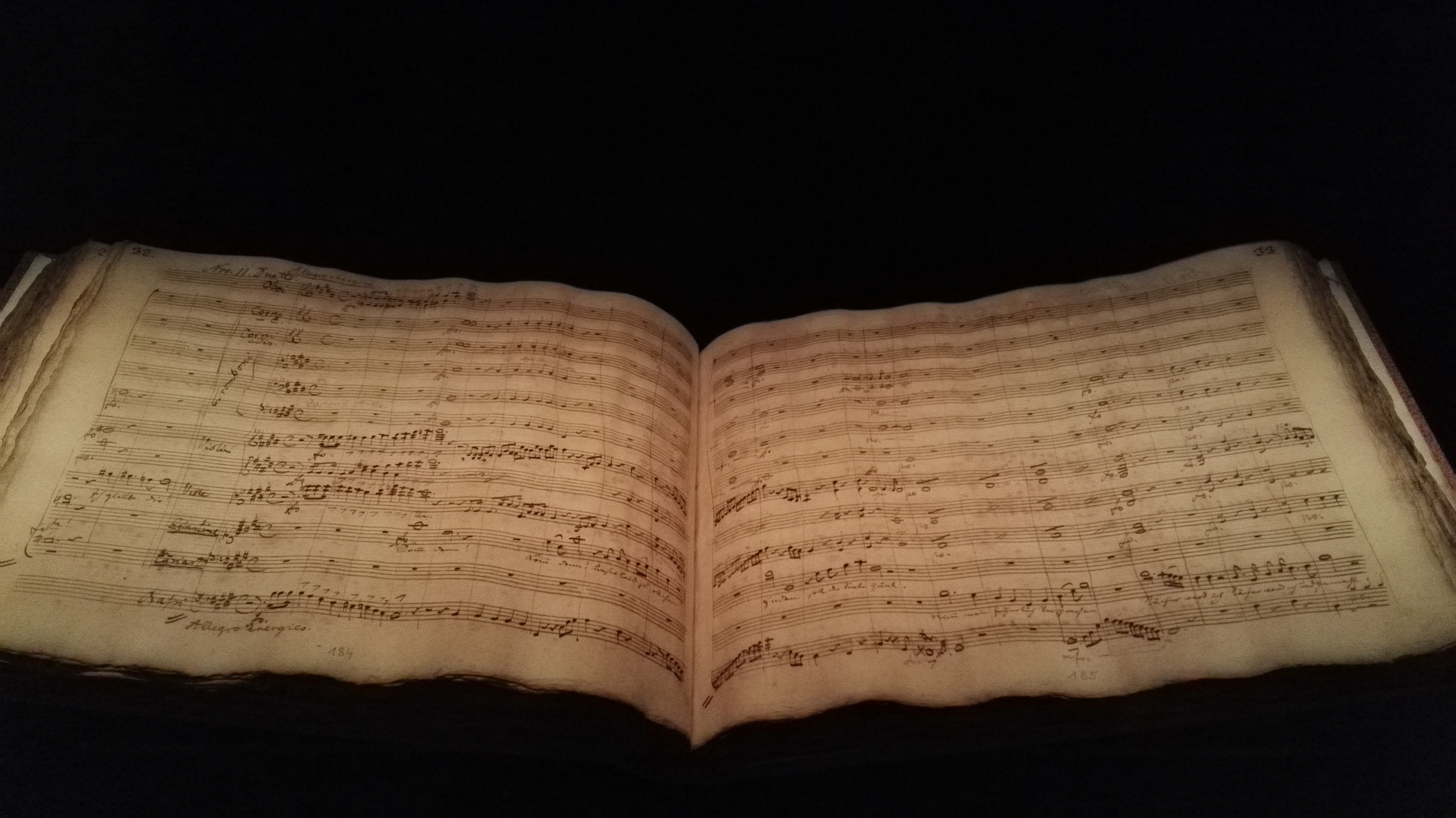
Webers partitur till Euryanthe.

- Euryanthe av Savojen, hans trolovade (sopran)
- Lysiart, greve av Forest (baryton)
- Eglantine av Puiset, en upprorsmans dotter (mezzosopran)
- Bertha, en brud (sopran)
- Rudolf, en brudgum (tenor)
- furstar, furstinnor, riddare, väpnare, jägare, vasaller, lantfolk, musikanter, härolder, drabanter, jättar (kör)

## Handling
Slotten i Prémery och Nevers, ca 1110.
Akt I
Vid Ludvig VI:s hov firas en seger. Greve Adolar av Nevers tänker på sin trolovade Euryanthe. Hans hemliga rival är Lysiart, greve av Forest. Denne vågar ifrågasätta Euryanthes trohet och Adolar utmanar honom till envig. Men enviget avstyrs och man enas istället om ett vad: om Lysiart kan bevisa att Euryanthe inte är trogen, skall alla Adolars ägodelar tillfalla honom, i annat fall skall Lysiart själv överlämna allt han äger till Adolar. I Nevers längtar Euryanthe efter Adolar. Eglantine är dotter till en upprorisk adelsman och kan inte komma över faderns skam. Hon är själv förälskad i Adolar och är inte så välvilligt stämd till Euryanthe som denna tror. Hon lockar ur Euryanthe en hemlighet: När Adolars syster Emma fick veta att hennes trolovade hade fallit i kriget, tog hon sitt liv med hjälp av det gift som fanns i hennes ring. Hennes själ försöker nu förgäves att återförenas med den älskade mannen, men kan inte finna denne förrän en oskyldig förtvivlad flicka fäller sina tårar över ringen. Eglantine hoppas att hon genom sin kännedom om hemligheten, som Euryanthe har svurit att bevara, äntligen skall kunna förbättra sin situation.
Akt II
Lysiart infinner sig för att eskortera Euryanthe till hovet. Han nästan ångrar vadet men han hatar Adolar. Han blir vittne till hur Eglantine hämtar ringen från Emmas grav, och föreslår att de skall ingå ett förbund. Eglantine går med på detta om han lovar att gifta sig med henne. Vid kungahovet återförenas äntligen Adolar och Euryanthe. Men Lysiart anklagar Euryanthe för otrohet och visar som bevis upp ringen. Euryanthe blir bestört och förlorar talförmågan. Adolar som anser Euryanthes otrohet vara bevisad, går ifrån henne och tvingas överlämna sina gods till Lysiart.
Akt III

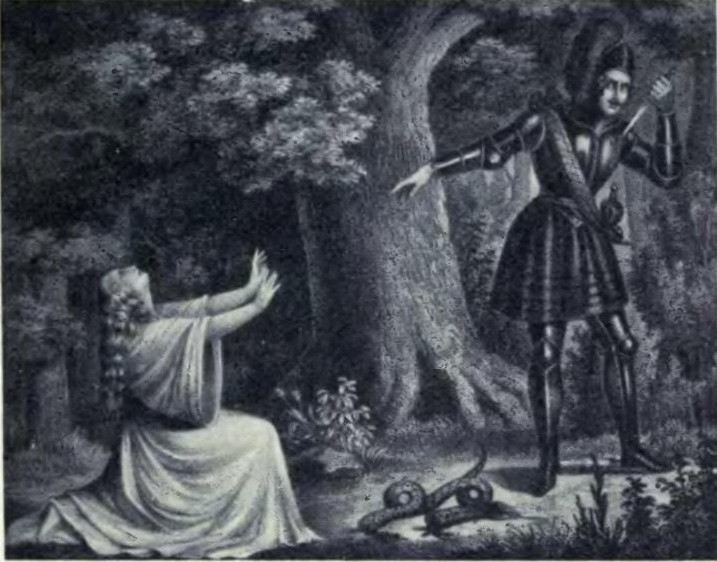
Skogsscenen med ormen ur akt III.

I en öde klippravin tänker Adolar döda Euryanthe. Hon försöker förgäves övertyga honom om sin oskuld. När en hotfull orm närmar sig, kastar sig Euryanthe framför sin älskade. Adolar blir så rörd av hennes kärleksfulla handling att han inte förmår döda henne, men han lämnar henne ensam kvar i vildmarken. Kungen och hans jaktsällskap finner Euryanthe, som avslöjar Eglantines förräderi. Kungen tror henne och lovar att hjälpa henne. Den kringirrande, förtvivlade Adolar befinner sig i närheten av slottet Nevers, hans tidigare egendom, och får av sina tidigare undersåtar veta att Eglantine och Lysiart skall gifta sig. Adolar möter Lysiarts och Eglantines bröllopsfölje. Han har fått kännedom om Eglantines och Lysiarts intriger och utmanar Lysiart till envig. Kungen dyker upp och säger att Euryanthe är död. I triumf avslöjar Eglantine sina ogärningar. Lysiart sticker ned henne och blir själv bortförd för att avrättas. De kungliga jägarna för fram den levande Euryanthe. Inget står nu längre i vägen för Adolars och Euryanthes giftermål och de omfamnar varandra. Inom sig hör Adolar en röst, som säger att Emmas ande har funnit fri, eftersom Euryanthe har gråtit över hennes ring.